# Knochenverdichtung
Die Knochenverdichtung (engl.: Bone condensing) ist eine spezielle Operationsmethode bei der Einbringung von Zahnimplantaten. Mit diesem Verfahren soll die Stabilität des Zahnimplantats erhöht werden. Die Knochenverdichtung dient der Verbesserung des Implantatbetts und ist dem Bereich Kieferknochenaufbau (Augmentation) zuzuordnen.
Es ist nicht die, in der Röntgendiagnostik gleich bezeichnete, sich dichter abzeichnende Knochensubstanz gemeint.

## Grundlagen und Anwendungsbereiche
Grundlage für das erfolgreiche Einheilen eines Zahnimplantates ist die Primärstabilität nach Einbringen (Insertion) des Implantats. Je nach Knochenqualität kann die Primärstabilität, nach der Anwendung der herkömmlichen Präparationsmethoden mit rotierenden Instrumenten (Implantatbohrer), sehr unterschiedlich ausfallen. Der Kieferknochen ist nach Region und anatomischem Aufbau sehr unterschiedlich in seiner Dichte strukturiert. Das Verhältnis der dichten und weniger dichten Knochenstrukturen bestimmt die Stabilität der Implantate. Gerade bei Vorliegen eines sehr weitmaschigen Knochens (Klasse 4 der Knochendichteeinteilung) kann der Einsatz der Knochenverdichtungsmethode zur deutlich besseren primären Stabilität des Zahnimplantats beitragen. Da der Oberkiefer häufig eher in diese Kategorie fällt, wird die Methode der Knochenverdichtung fast ausschließlich dort eingesetzt. Gerade auch in Verbindung mit Sinuslift-Operationen findet diese Methode häufig ihre Anwendung.

## Methode
Die Präparation des Implantatbettes erfolgt normalerweise mit rotierenden Instrumenten. Diese bewirken eine Abtragung der Knochensubstanz bis zum jeweiligen Durchmesser der gewählten Implantatgröße.
Bei der Methode der Knochenverdichtung wird nur die initiale Präparation zur Positions- und Richtungsvorgabe mit rotierenden Instrumenten durchgeführt. Die weitere Präparation des Implantatbetts erfolgt mit zylindrischen oder konischen Handinstrumenten aus Titan, die mittels eines chirurgischen Hammers in den Knochen vorgetrieben werden. Dieses Vorgehen erfolgt in aufsteigenden Durchmessern, bis der gewünschte Implantatdurchmesser erreicht ist. Durch die Anwendung von Handinstrumenten werden die weiten Markräume verdichtet. Somit erhöht sich die Knochendichte und das eingedrehte Zahnimplantat erhält eine deutlich bessere Primärstabilität.
Bei speziellen Implantatsystemen ist die Geometrie des Implantatkörpers auf eine möglichst hohe Primärstabilität ausgerichtet. Hier wird die Präparation auch mit Knochenverdichtung vorbereitet. Jedoch wird der Durchmesser der Präparation deutlich unterdimensioniert, sodass durch das Einbringen des Zahnimplantates der Knochen noch weiter verdichtet wird.

## Vorteile
Durch die verbesserte Knochenanlagerung und die Reduzierung der Mikrobewegungen wird der Prozess der Osseointegration positiv beeinflusst. Durch die erhöhte Primärstabilität und den damit verbesserten Einheilungsprozess reduziert sich auch häufig die Dauer der Einheilphase des Implantates. Außerdem können auf diese Weise stabilisierte Implantate eher in eine Sofortversorgung einbezogen werden. Durch die Methode der Knochenverdichtung lassen sich teilweise bessere klinische Erfolge erzielen. Die Einheilphase reduziert sich und die Spektren der Anwendungsbereiche der zahnärztlichen Implantologie werden größer.

## Nachteile
Wenn die Knochenverdichtung im übertriebenen Maße durchgeführt wird, kann es zu Mikrotraumen oder Quetschungen des Knochengewebes kommen. Die Durchblutung kann sich verschlechtern. Es können Risse im Kieferknochen verursacht werden.